# Cangzhou
Cangzhou (chiń. 沧州; pinyin Cāngzhōu) – miasto o statusie prefektury miejskiej we wschodnich Chinach, w prowincji Hebei. W 2010 roku liczba mieszkańców miasta wynosiła 605 426. Prefektura miejska w 1999 roku liczyła 6 591 246 mieszkańców. Ośrodek przemysłu chemicznego, petrochemicznego, włókienniczego, materiałów budowlanych i spożywczego; ważny węzeł drogowy i kolejowy. 

## Historia
W okresie dynastii Han (206 p.n.e.–220 n.e) założono na tym terenie powiat Fuyang. W 517 roku utworzono prefekturę Cangzhou. Znaczenie miasta wzrosło pod koniec rządów dynastii Sui (581–618) i w początkowych latach panowania dynastii Tang (618–907), kiedy ukończono budowę kanału Yongji, łączącego Tiencin z rzeką Huang He i miastem Luoyang w prowincji Henan. Ponieważ Cangzhou leżało na słabo odwadnianym terenie, przez który przepływało kilka dużych rzek to pod koniec VII w. wybudowano kanał, zapewniający miastu lepsze odwadnianie i bezpośredni dostęp do morza. W VIII w., po rezygnacji z eksploatowania kanału Yongji, zmalało znaczenie komunikacyjno–transportowe Cangzhou. W X wieku wzniesiono Żelaznego Lwa, największy żelazny pomnik w Chinach. Za panowania dynastii Yuan (1271–1368) i Ming (1368–1644) przez Cangzhou poprowadzono Wielki Kanał, dzięki czemu miasto stało się ważnym portem dla statków handlowych.
Rozwój pól naftowych w pobliskim Dagang i Renqiu w latach 60. XX w. przyczynił się do rozkwitu przemysłu w Cangzhou.

## Podział administracyjny
Prefektura miejska Cangzhou podzielona jest na:
- 2 dzielnice: Yunhe, Xinhua,
- 4 miasta: Botou, Renqiu, Huanghua, Hejian,
- 9 powiatów: Cang, Qing, Dongguang, Haixing, Yanshan, Suning, Nanpi, Wuqiao, Xian,
- powiat autonomiczny: Mengcun.